# حركة الاستقلال الإسلامي (الفلبين)

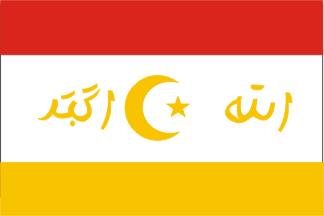

حركة الاستقلال الإسلامي (بالإنجليزية: Muslim Independence Movement، وتعرف اختصارا: MIM) هي منظمة سياسية انفصالية إسلامية في الفلبين. في 1 مايو 1968 وبعد شهرين من مذبحة جابدة، أصدر داتو أودتوغ ماتالام وهو حاكم سابق في كوتاباتو بيانًا أعلن فيه قيام الحركة الإسلامية المستقلة. سعت الحركة إلى إقامة دولة إسلامية مستقلة في الفلبين تتألف من مناطق مينداناو وسولو وبالاوان. تمت إعادة تسمية الحركة في وقت لاحق واتخذت من اسم حركة استقلال مينداناو اسمًا رسميًا لها، على الرغم من أن حركة الاستقلال الإسلامي لم تدم طويلا، ولم تكن آثارها ورؤيتها بعيدة المدى، إلا أنها كانت العامل الرئيسي الذي أدى إلى تشكيل الجبهة الوطنية لتحرير مورو.

## الحركة

### البيان والدستور
وفي الوثيقة الأولى التي أصدرها ماتالام في 1 مايو 1968 والتي وصفت بأنها بيان المنظمة، صرح ماتالام بأن المنظمة تسعى إلى إنشاء دولة إسلامية تعرف باسم «جمهورية مينداناو وسولو»، تتجسد في هذه الجمهورية المثل الإسلامية والتراث، وبالتالي فهي مستقلة عن الفلبين. تتكون الدولة الإسلامية من الجزء الجنوبي من أرخبيل الفلبين الذي يسكنه المسلمون وهي كوتاباتو، دافاو، زامبوانجا، باسيلان، لاناو، سولو وبالوان وغيرها من المناطق التي يسكنها المسلمون. ويذكر أن 4 ملايين من السكان المسلمين لديهم ثقافتهم وتاريخهم التي تختلف عن غالبية المسيحيين في الفلبين، مما يجعل التكامل مستحيلًا. وأشار البيان إلى أن طلب الانفصال تقرر كرد على الإبادة المنظمة للشباب المسلم، مثل مجزرة الجابدة وسياسة عزل وتشتت المجتمعات الإسلامية التي كانت ملاحقة بشدة على حساب المجتمع الإسلامي. في المذكرات والوثائق اللاحقة الصادرة في الفترة من 8 يونيو 1968 إلى 26 يوليو 1968، أوضح ماتالام بصفته الموقع الرئيسي على جميع هذه الوثائق، أن المنظمة ستعرف باسم حركة استقلال المسلمين، عضوية الحركة مفتوحة فقط للمسلمين القادرين على العمل داخل الفلبين، ويمكن لأي شخص الاضمام إليها من خلال الأمانة العامة للمنظمة. في إحدى الوثائق أضاف ماتالام أن المسلمين سيحتاجون إلى أراضيهم المحددة لتطبيق شرائعهم الخاصة واداء شعائرهم بحرية مطلقة، وأضاف أن المسلمين مستعدون للحكم الذاتي مع توفر رجال أكفاء مدربين في جميع المجالات، واعتبر ماتالام أن المنظمة صوت وعمل متضافر ومنظم يعمل كأداة لتحقيق أحلام مسلمي الفلبين وتطلعاتهم.

### السياسة المعدلة
وفي 26 أغسطس 1968 أصدر ماتلام إعلانًا سياسيًا ينص على أن الدولة الإسلامية المستقلة ستوسع وتمنح المواطنة الكاملة والمتكافئة والتمثيل العادل في جميع مؤسساتها بصورة مؤقتة أو دائمة، وذلك لجميع السكان غير المسلمين في الجزر المذكورة، الذين أعربوا عن رغبتهم بالانفصال عن جمهورية الفلبين والانضمام إلى الدولة الإسلامية الجديدة. وفي غضون ثلاثة أشهر من صدور البيان، غير ماتالام السياسة الرامية إلى توفير حقوق متساوية للسكان المسيحيين. وفي وقت لاحق، تغيرت مطالبه وسعى فقط لإقامة دولة تحت نظام فيدرالي، وغير اسم المنظمة إلى حركة استقلال مينداناو في محاولة لطمأنة المواطنين المسيحيين بأنهم غير مستبعدين من الحركة، مشددا على منحهم حقوق متساوية مع المسلمين.

## نهاية الحركة
بعد 5 أشهر من إصدار بيان المنظمة والذي طالبوا فيه بإنشاء دولة مستقلة عن الفلبين، وبالتحديد في أكتوبر 1968، التقى ماتلام بالرئيس فرديناند ماركوس الذي عينه مستشارًا للشؤون الإسلامية. وفي بيان صادر عن أمانة ماتلام، اعتبر أنه قبل الموقف بصفته بادرة من جانبه كزعيم لأكثر من أربعة ملايين مسلم في الفلبين. على الرغم من أن الحركة لم تنجح في الحصول على دعم الجماهير الإسلامية، إلا أنها رفضت موجة المعارضة الإسلامية ضد الحكومة، ولم يرى المسلمون من الحركة أي أداة لمساعدتهم على تحسين حياتهم. وفقًا لإحصاءات التعداد، فإن التقرير الذي أجرته مؤسسة مانيلا الفلبينية ومقرها مانيلا، أظهرت نتائج الاستطلاع أن أكثر من نصف من أجريت معهم مقابلات عارضوا فكرة الانفصال، وأن الربع لم يكن ملتزمًا مع الحركة، وهو ما يعني فعليًا أن من دعم الحركة هم ربع مسلمي الفلبين أي مليون مسلم في المنطقة. لم تتمكن الحركة من أن تصبح حركة شعبية لأنها اقتصرت على نشر الوثائق والبيانات في الصحافة. تم تفكيك الحركة في عام 1972 مع استسلام ماتلام في ديسمبر برفقة العديد من أعضاء الحركة للحكومة الفلبينية، وبعد ذلك تم إنشاء الجبهة الوطنية لتحرير مورو.